# Sawara
Sawara (佐原市; -shi) é uma cidade japonesa localizada na província de Chiba.
Em 2003 a cidade tinha uma população estimada em 47 217 habitantes e uma densidade populacional de 393,87 h/km². Tem uma área total de 119,88 km².
Recebeu o estatuto de cidade a 15 de Março de 1951.